# Tmesiphantes bethaniae
Tmesiphantes bethaniae là một loài nhện trong họ Theraphosidae.
Loài này thuộc chi Tmesiphantes. Tmesiphantes bethaniae được miêu tả năm 2007 bởi Yamamoto et al..